# Cryptosara caritalis
Cryptosara caritalis là một loài bướm đêm trong họ Crambidae.